# Стронґмен (політика)

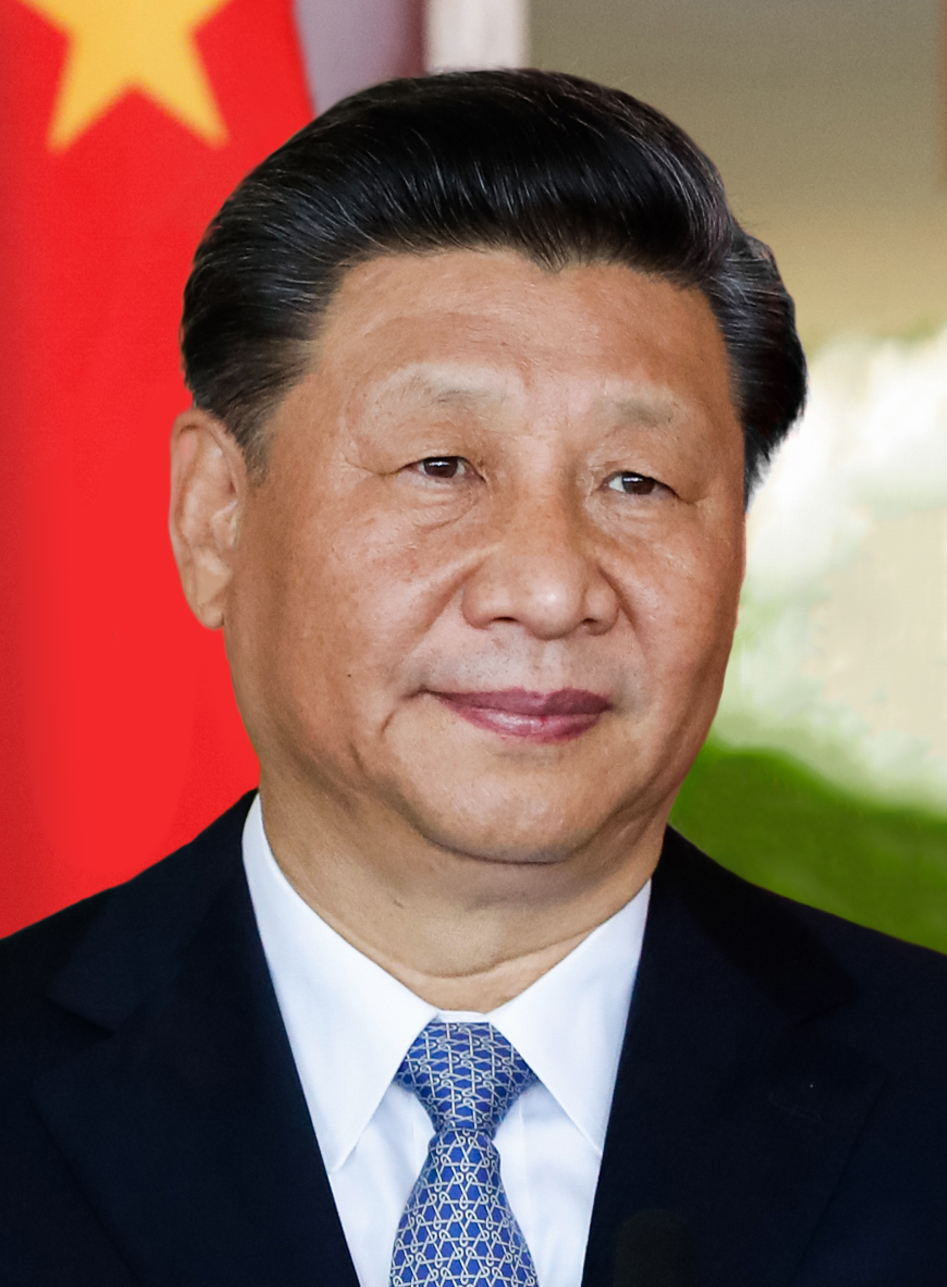
Лідер Китаю Сі Цзіньпін, якого часто наводять як приклад сучасного стронґмена

«Стронґмен» (з англ. strongman, дослівно — «силач», «сильний чоловік») — термін, яким у політології позначають авторитарного політичного лідера, якому притаманні нехтування верховенством права і репресії проти політичних опонентів, популізм та культ особистості.
Американська дослідниця Рут Бен-Ґіат визначає стронґменів як «підгрупу авторитарних лідерів, які вимагають повної лояльності, адаптовують демократію до [своїх] власних потреб і використовують різні форми мачизму для взаємодії зі своїм народом та іншими правителями».
Британський журналіст Ґідеон Рахман виділяє чотири характеристики сучасних стронґменів:
- спроби сформувати культ особистості, ославлення фізичної сили лідера, його розуму та моральності;
- нехтування верховенством права, як-то судовою незалежністю[en];
- популізм, зокрема вивищення «реального народу» над «елітами»;
- «політика, керована страхом та націоналізмом», зокрема ностальгічним націоналізмом (наприклад, заклик Дональда Трампа «зробити Америку великою знову»).

За теорією Рахмана, стронґмени існують і в демократичних політичних системах (зокрема, він відносить до списку сучасних стронґменів прем'єр-міністра Угорщини Віктора Орбана та президента Бразилії Жаїра Болсонару). Рахман стверджує, що архетипом сучасного стронґмена є президент Росії Володимир Путін, котрий прийшов до влади у 2000 році.
Водночас політологи Браян Лай та Ден Слейтер у своїй категоризації авторитарних режимів визначають «стронґменівські» режими як персоналізовану владу, що спирається на підтримку війська — на противагу «босизму» (англ. bossism) як персоналізованого режиму, що спирається на підтримку партії (а також олігархічних режимів, де авторитарна влада належить групі людей — партійної машини та військової хунти). Як приклади «стронґменівських» режимів Лай та Слейтер наводять правління Августо Піночета в Чилі, Зія-уль-Хака Мохаммада у Пакистані, Мобуту Сесе Секо у Демократичній Республіці Конго та Мануеля Нор'єги в Панамі).
Ґідеон Рахман пояснює «кризу лібералізму» 2010-их та 2020-их років і зростання популярності стронґменів чотирма факторами:
1. економічні (глобальна фінансова криза 2008 року, вплив глобалізації, економічна нерівність);
2. соціальні (страх панівної більшості бути витісненою мігрантами, зокрема страх мусульманських імігрантів у Європі, США та Азії; зневага до ЛГБТ-спільноти та фемінізму);
3. технологічні (зростання соціальних мереж, які дозволили стронґменам на кшталт Дональда Трампа та Родріго Дутерте залучити нових прихильників; поява нових способів стеження за громадянами з допомогою технологій, як-то у Китаї[en]);
4. геополітичні («занепад економічного та політичного впливу Заходу» та зростання Азії, зокрема швидкий ріст авторитарного Китаю як альтернативи західним демократіям)[5].